# Max von Thun
Maximilian Romedio Johann-Ernst Thun-Hohenstein (né le 21 février 1977 à Munich), plus connu sous le nom de Max von Thun, est un acteur et animateur germano-autrichien. Il est le fils de l'acteur Friedrich von Thun.

## Autres activités
En  2009, il faisait partie du jury de l'émission musicale Deutschland sucht den SuperStar  aux côtés du musicien allemand Dieter Bohlen de l'animatrice allemande Nina Eichinger et du producteur de musique allemand Volker Neumüller,.

## Filmographie sélective
| Année | Titre                                | Rôle           | Remarques |
| ----- | ------------------------------------ | -------------- | --------- |
| 2001  | Alles wegen Paul                     | Paul           |           |
| 2004  | Samba à Mettmann                     | Anthony        |           |
| 2004  | Mädchen, Mädchen 2 – Loft oder Liebe | Johan          |           |
| 2009  | Les murmures de Noël                 | l'ange Uriel   |           |
| 2011  | In der Welt habt ihr Angst           | Jo Kramer      |           |
| 2011  | Rubbeldiekatz                        | Thomas Henning |           |
| 2014  | Einmal Hans mit scharfer Soße        | Gero           |           |
| 2015  | Traumfrauen                          | Constantin     |           |
| 2016  | Gut zu Vögeln                        | Jacob          |           |

## Animation
- 2009 : Deutschland sucht den SuperStar (6e saison) : Juge